# 2004년 일본 프로 야구 올스타전
2004년 일본 프로 야구 올스타전은 2004년 7월 10일과 7월 11일에 열린 일본 프로 야구의 올스타전 경기이다. 정식 명칭은 2004 산요 올스타 게임(2004 サンヨー オールスターゲーム, 2004 SANYO ALL STAR GAME).

## 개요
오사카 긴테쓰 버펄로스와 오릭스 블루웨이브의 갑작스런 합병 보도에 의해 프로 야구 재편 문제가 세상을 떠들썩하게 하는 와중에 개최됐다.
퍼시픽 리그 올스타팀 감독은 전년도 일본 시리즈 정상에 오른 후쿠오카 다이에 호크스의 오 사다하루가 맡았고 센트럴 리그 올스타팀 감독은 전년도에 리그 우승한 한신 타이거스의 감독 호시노 센이치가 맡아야만 했지만 2003년 일본 시리즈 종료 후 곧바로 용퇴했기 때문에 후임 감독인 오카다 아키노부가 센트럴 올스타팀을 이끌었다. 나가노 올림픽 스타디움에서 열린 2차전의 3회말, 포수 야노 아키히로가 후쿠하라 시노부(모두 한신)의 투구를 다시 후쿠하라에게 던지는 순간 3루 주자였던 퍼시픽 올스타팀의 SHINJO(홋카이도 닛폰햄 파이터스)가 올스타전 사상 최초로 단독 홈스틸을 성공시켰다(홈스틸에서는 1978년 2차전 당시 미노다 고지 이래 역대 2번째). 이 경기에서 MVP로 선정된 SHINJO는 히어로 인터뷰에서 “이제부터는 퍼시픽 리그입니다!!”라고 말했다. 프로 야구 재편 문제로 리그 존속이 위태로운 상황에 몰린 퍼시픽 올스타팀은 1990년 이래 14년 만에 두 경기 모두 승리했다.
또한 그해부터 센트럴 리그 홈 구장에서의 경기는 센트럴 리그의 심판원이 구심, 퍼시픽 리그 홈 구장에서의 경기는 퍼시픽 리그의 심판원이 구심을 맡는 순환 방식으로 돌아왔다.

## 출장 선수
| 센트럴 리그 | 센트럴 리그       | 센트럴 리그 | 센트럴 리그 |
| ----------- | ----------------- | ----------- | ----------- |
| 감독        | 오카다 아키노부   | 한신        |             |
| 코치        | 오치아이 히로미쓰 | 주니치      |             |
| 코치        | 호리우치 쓰네오   | 요미우리    |             |
| 선발 투수   | 우에하라 고지     | 요미우리    | 6(1)        |
| 중간 계투   | 이가라시 료타     | 야쿠르트    | 4           |
| 마무리 투수 | 사사키 가즈히로   | 요코하마    | 8           |
| 투수        | 후쿠하라 시노부   | 한신        | 첫 출장     |
| 투수        | 가와카미 겐신     | 주니치      | 3           |
| 투수        | 오카모토 신야     | 주니치      | 첫 출장     |
| 투수        | 야마모토 마사     | 주니치      | 6           |
| 투수        | 구도 기미야스     | 요미우리    | 9           |
| 투수        | J. 베벌린         | 야쿠르트    | 첫 출장     |
| 투수        | 가와우치 다카야   | 히로시마    | 첫 출장     |
| 투수        | 미우라 다이스케   | 요코하마    | 2           |
| 포수        | 아베 신노스케     | 요미우리    | 2           |
| 포수        | 야노 아키히로     | 한신        | 4           |
| 포수        | 후루타 아쓰야     | 야쿠르트    | 15          |
| 1루수       | G. 아리아스       | 한신        | 3           |
| 2루수       | 이마오카 마코토   | 한신        | 4           |
| 3루수       | 고쿠보 히로키     | 요미우리    | 8(1)        |
| 유격수      | 니오카 도모히로   | 요미우리    | 4           |
| 내야수      | 다쓰나미 가즈요시 | 주니치      | 11          |
| 내야수      | 니시 도시히사     | 요미우리    | 4           |
| 내야수      | 이와무라 아키노리 | 야쿠르트    | 2           |
| 내야수      | G. 라로카         | 히로시마    | 첫 출장     |
| 내야수      | 시마 시게노부     | 히로시마    | 첫 출장     |
| 내야수      | 다네다 히토시     | 요코하마    | 2           |
| 외야수      | T. 로즈           | 요미우리    | 8           |
| 외야수      | 가네모토 도모아키 | 한신        | 7           |
| 외야수      | 다카하시 요시노부 | 요미우리    | 7           |
| 외야수      | 후쿠도메 고스케   | 주니치      | 4           |

| 퍼시픽 리그 | 퍼시픽 리그         | 퍼시픽 리그 | 퍼시픽 리그 |
| ----------- | ------------------- | ----------- | ----------- |
| 감독        | 오 사다하루         | 다이에      |             |
| 코치        | 이토 쓰토무         | 세이부      |             |
| 코치        | 나시다 마사타카     | 긴테쓰      |             |
| 선발 투수   | 이와쿠마 히사시     | 긴테쓰      | 2           |
| 중간 계투   | 모리 신지           | 세이부      | 5           |
| 마무리 투수 | 도요다 기요시       | 세이부      | 5           |
| 투수        | 아라카키 나기사▲    | 다이에      | 첫 출장     |
| 투수        | 와다 쓰요시         | 다이에      | 2           |
| 투수        | 미세 고지           | 다이에      | 첫 출장     |
| 투수        | 마쓰자카 다이스케   | 세이부      | 6(2)        |
| 투수        | 장즈자              | 세이부      | 첫 출장     |
| 투수        | 와타나베 슌스케     | 지바 롯데   | 첫 출장     |
| 투수        | 고바야시 히로유키   | 지바 롯데   | 2           |
| 투수        | 요코야마 유키야     | 닛폰햄      | 첫 출장     |
| 투수        | 가네무라 사토루     | 닛폰햄      | 2           |
| 포수        | 조지마 겐지         | 다이에      | 8(1)        |
| 포수        | 다카하시 신지       | 닛폰햄      | 첫 출장     |
| 1루수       | 마쓰나카 노부히코   | 다이에      | 5           |
| 2루수       | 이구치 다다히토     | 다이에      | 4           |
| 3루수       | 오가사와라 미치히로 | 닛폰햄      | 6           |
| 유격수      | 가와사키 무네노리   | 다이에      | 첫 출장     |
| 내야수      | 나카지마 히로유키   | 세이부      | 첫 출장     |
| 내야수      | 나카무라 노리히로   | 긴테쓰      | 7           |
| 내야수      | 후쿠우라 가즈야     | 지바 롯데   | 2           |
| 내야수      | 가네코 마코토       | 닛폰햄      | 2           |
| 내야수      | J. 오티스           | 오릭스      | 첫 출장     |
| 외야수      | SHINJO              | 닛폰햄      | 5           |
| 외야수      | 다니 요시토모       | 오릭스      | 4           |
| 외야수      | 와다 가즈히로       | 세이부      | 2           |
| 외야수      | 이소베 고이치       | 긴테쓰      | 첫 출장     |
| 외야수      | 무라마쓰 아리히토   | 오릭스      | 3           |
| 지명타자    | J. 줄레타           | 다이에      | 첫 출장     |

- 굵은 글씨는 팬 투표로 선출된 선수, ▲는 출장 사퇴 선수 발생에 의한 보충 선수, 그 외에는 감독 추천에 의한 출장.
- 숫자는 출장 횟수, 괄호 안의 숫자는 상기 횟수 중 부상 때문에 출전하지 못한 횟수.

1. ↑  허리 통증으로 인한 출전 포기, 대체할 선수로는 아라카키가 선출.

## 올스타전 경기 결과

### 1차전

#### 스코어
| 팀 | 1 | 2 | 3 | 4 | 5 | 6 | 7 | 8 | 9 | R | H  | E |
| 퍼시픽 | 0 | 1 | 0 | 1 | 0 | 0 | 3 | 0 | 1 | 6 | 10 | 0 |
| 센트럴 | 1 | 0 | 0 | 0 | 0 | 0 | 2 | 0 | 0 | 3 | 7  | 0 |
| 승리 투수: 마쓰자카 다이스케(세이부) 패전 투수: 미우라 다이스케(요코하마) 세이브: 모리 신지(세이부) 홈런: 퍼시픽 – 마쓰나카 노부히코(다이에·2회 1점), 조지마 겐지(다이에·4회 1점), 훌리오 줄레타(다이에·7회 1점), 나카무라 노리히로(긴테쓰·9회 1점) |   |   |   |   |   |   |   |   |   |   |    |   |

#### 출장 선수
| 퍼시픽 | 퍼시픽 | 퍼시픽              |
| 타순   | 수비   | 선수                |
| ------ | ------ | ------------------- |
| 1      | (중)   | SHINJO              |
| 2      | (三)   | 오가사와라 미치히로 |
| 3      | (좌)   | 와다 가즈히로       |
| 4      | (一)   | 마쓰나카 노부히코   |
| 5      | (포)   | 조지마 겐지         |
| 6      | (지)   | J. 줄레타           |
| 7      | (二)   | 이구치 다다히토     |
| 8      | (유)   | 나카지마 히로유키   |
| 9      | (우)   | 다니 요시토모       |
|        | (투)   | 이와쿠마 히사시     |

| 센트럴 | 센트럴 | 센트럴            |
| 타순   | 수비   | 선수              |
| ------ | ------ | ----------------- |
| 1      | (二)   | 이마오카 마코토   |
| 2      | (三)   | 다쓰나미 가즈요시 |
| 3      | (중)   | T. 로즈           |
| 4      | (우)   | 후쿠도메 고스케   |
| 5      | (좌)   | 가네모토 도모아키 |
| 6      | (지)   | 다카하시 요시노부 |
| 7      | (一)   | G. 아리아스       |
| 8      | (포)   | 야노 아키히로     |
| 9      | (유)   | 니오카 도모히로   |
|        | (투)   | 야마모토 마사     |

#### 수상 선수
MVP
- 마쓰자카 다이스케(세이부)

2이닝을 무안타 무득점으로 막아냈고 투수의 MVP 수상은 1998년 가와카미 겐신(주니치) 이래 6년 만이다.

### 2차전

#### 스코어
| 팀 | 1 | 2 | 3 | 4 | 5 | 6 | 7 | 8 | 9 | R | H | E |
| 센트럴 | 0 | 0 | 0 | 0 | 0 | 1 | 0 | 0 | 0 | 1 | 3 | 0 |
| 퍼시픽 | 0 | 0 | 1 | 0 | 1 | 0 | 0 | 0 | X | 2 | 7 | 0 |
| 승리 투수: 장즈자(세이부) 패전 투수: 후쿠하라 시노부(한신) 세이브: 요코야마 유키야(닛폰햄) 홈런: 센트럴 – 다카하시 요시노부(요미우리·6회 1점) |   |   |   |   |   |   |   |   |   |   |   |   |

#### 출장 선수
| 센트럴 | 센트럴 | 센트럴          |
| 타순   | 수비   | 선수            |
| ------ | ------ | --------------- |
| 1      | (二)   | 이마오카 마코토 |
| 2      | (좌)   | 다네다 히토시   |
| 3      | (지)   | G. 라로카       |
| 4      | (三)   | 고쿠보 히로키   |
| 5      | (중)   | T. 로즈         |
| 6      | (一)   | G. 아리아스     |
| 7      | (우)   | 후쿠도메 고스케 |
| 8      | (포)   | 야노 아키히로   |
| 9      | (유)   | 니오카 도모히로 |
|        | (투)   | 후쿠하라 시노부 |

| 퍼시픽 | 퍼시픽 | 퍼시픽              |
| 타순   | 수비   | 선수                |
| ------ | ------ | ------------------- |
| 1      | (중)   | SHINJO              |
| 2      | (좌)   | 무라마쓰 아리히토   |
| 3      | (一)   | 후쿠우라 가즈야     |
| 4      | (지)   | 오가사와라 미치히로 |
| 5      | (三)   | J. 오티스           |
| 6      | (우)   | 이소베 고이치       |
| 7      | (유)   | 나카지마 히로유키   |
| 8      | (포)   | 다카하시 신지       |
| 9      | (二)   | 가네코 마코토       |
|        | (투)   | 와다 쓰요시         |

#### 수상 선수
MVP
- SHINJO(닛폰햄)

올스타전 사상 최초로 단독 홈스틸에 성공했다.

## 같이 보기
- 일본 프로 야구 올스타전
- 일본 야구 기구(주최)
- 산요 전기(특별 협찬)